# Castell de Viu de Llevata
El Castell de Viu de Llevata és un castell medieval en el municipi del Pont de Suert (Alta Ribagorça). És al cim del turó que hi ha damunt del poble de Viu de Llevata.
Esmentat el 947, fou un feu dels barons d'Erill, a partir del segle xii, però donà nom a una família de la petita noblesa: la dels castlans o carlans de Viu, que mantingueren aquest cognom durant segles (de vegades transcrit Daviu).
Damunt de la roca que domina el poble hi ha algunes restes del castell, però poques: unes filades de carreus que corresponen al mur perimetral, i poca cosa més.